# 浦添総合病院
浦添総合病院（うらそえそうごうびょういん）は、沖縄県浦添市にある社会医療法人仁愛会が運営する私立病院。

## 概要
1981年4月7日、医療法人仁愛会沖縄浦添病院として開院、1982年8月に浦添総合病院に名称を変更した。
1984年12月に救急病院に指定され、1989年10月に救急部（HCU）を開設、1990年7月から救急診療の24時間体制を開始した（その後一時休止）。2005年4月に新型救命救急センター（10床）を開設、2005年7月に民間ドクターヘリ事業（U-PITS）を開始、2008年12月1日からは沖縄県ドクターヘリ事業へ移行して基地病院となっている。
2012年4月に乗用車タイプのドクターカーシステムの運用開始した。運行時間は2013年(平成25年)6月より365日9時～17時までを運行時間とし、活動エリアは主に浦添市・宜野湾市・那覇市など７消防本部と協定を締結。拠点病院から15分圏内の各市町村を活動範囲としている。使用車輌はスバル・フォレスター。消防無線実装、医療福祉無線実装。全国に先駆けて院内救命士を養成。現在専従の救急救命士4名がドクターカー業務に従事している。
さらに、消防OBで看護師資格を有する職員をトップに据えた災害救急情報管理室 DEMiCを設置し、病院前救急診療の情報管理、後方支援を行っている。
救命救急センターおよびドクターヘリ基地病院として、沖縄県立南部医療センター・こども医療センターとともに沖縄本島南部および離島の3次救急を担っており、私立病院としては沖縄県で初めて災害拠点病院の指定を受けている。また、地域医療支援病院およびへき地医療拠点病院の指定を受けており、専門医療、高度医療を担う拠点病院として地域の医療機関と連携している。2016年度の紹介率は62.3％となっている。

## 診療科
- 内科
- 循環器内科
- 心臓血管外科
- 腎臓内科
- 呼吸器内科
- 呼吸器外科
- 食道外科
- 消化器内科
- 消化器外科
- 外科
- 乳腺外科
- 肛門外科
- 整形外科
- 眼科
- 耳鼻咽喉科
- アレルギー科
- 形成外科
- 脳神経外科
- 麻酔科
- 放射線科
- 神経内科
- リハビリテーション科
- 歯科
- 歯科口腔外科
- 小児科（休診中）
- 産科（休診中）
- 婦人科（休診中）

## 指定
- 地域医療支援病院
- 災害拠点病院
- へき地医療拠点病院
- 救命救急センター
- 臨床研修指定病院
- 健康保険法保険医療機関
- 国民健康保険法療養取扱機関
- 労働者災害補償保険法指定医療機関
- 生活保護法指定医療機関
- 結核指定医療機関
- 自立支援法更生医療指定医療機関
- 母子保健法指定養育医療機関
- 被爆者援護法指定医療機関
- 老人保健法指定医療機関
- 優生保護法指定医療機関
- 小児慢性特定疾患指定病院
- 沖縄県特定疾患治療研究事業委託病院
- 児童福祉法育成医療指定医療機関
- 戦傷病者特別援護法更生医療指定医療機関
- 公益財団法人日本医療機能評価機構認定病院[2]